# Vườn quốc gia Chapada dos Veadeiros
Vườn quốc gia Chapada dos Veadeiros (tiếng Bồ Đào Nha: Parque Nacional da Chapada dos Veadeiros) là một phần của cao nguyên Chapada dos Veadeiros, một cao nguyên cổ ở miền Trung Brasil, với điểm cao nhất là đỉnh Serra da Santana. Khu vực này là mang vẻ đẹp nổi bật với địa chất của một cao nguyên rộng lớn hình thành cách đây 1,8 tỷ năm, bao gồm nhiều thác nước, suối tinh thể, hẻm núi sâu và thung lũng đá. Con sông chính chảy qua vườn quốc gia là sông Preto, chảy về hướng giữa Bắc và Tây tây nam. Phía Bắc của vườn quốc gia được giới hạn bởi hai con sông Santana và Bartolomeu.
Vườn quốc gia này thuộc bang Goias, được thành lập vào ngày 11 tháng 1 năm 1961 theo quyết định của chủ tịch nước của Brazil bấy giờ là Juscelino Kubitscheck. Đây là một phần của di sản thế giới của UNESCO vào năm 2001 với diện tích 655 km2 và chịu sự quản lý của IBAMA (Viện Môi trường và Tài nguyên tái tạo Brazil).

## Vị trí địa lý
Vườn quốc gia Chapada dos Veadeiros là một phần của cao nguyên Chapada dos Veadeiros, là cao nguyên cao nhất ở miền Trung Brazil. Điểm cao nhất của vườn quốc gia là Serra da Santana, với độ cao 1691 mét so với mực nước biển.

## Địa chất
Trong khu vực của vườn quốc gia được chia thành ba khu vực cảnh quan chính là: vùng thung lũng Rio Claro là một khu vực đất thấp, tương đối bằng phẳng, khu vực Ridge nằm ở giữa phía bắc của vườn quốc gia, bao gồm cả các con sông Rio Preto, Santana, Capim Branco và khu vực miền núi ở phía nam.
Đây là một trong những nơi có kiến tạo địa chất lâu đời nhất trên thế giới. Vườn quốc gia có nền địa chất chủ yếu là đá thạch anh trồi lên trên các tinh thể, trước đây đã từng được xuất khẩu sang nhiều quốc gia như Anh, Nhật Bản để phục vụ cho các ngành công nghiệp. Ngày nay, tinh thể đá này có tác dụng như là để chữa bệnh như là tại thị trấn Alto Paraiso. Tinh thể đá có mặt ở khu vực Cerrado. Dòng sông chính trong vườn quốc gia là sông Rio Preto, một nhánh của sông Tocantins. Con sông tạo ra rất nhiều thác nước, như thác Rio Preto (cao 120 mét) hay thác Cariocas cùng với đó là những hẻm núi tuyệt đẹp, có nơi sâu tới 300 mét.

## Khí hậu
Nhiệt độ trung bình hàng năm là từ 24-26 độ C, với mức thấp nhất là 4-8 độ C và cao nhất là 40-42 độ C.

## Động thực vật
Tại đây, những cánh rừng già vẫn còn tồn tại, là nơi sinh trưởng của hơn 25 loài hoa lan, bên cạnh các loài khác như Pau, cây nhựa thơm, Aroeira (tiêu California), Tamanqueira (cây li e Brasil), Jerivá, Buritis, Babaçu (các loài cọ)
Quần thể động vật tại vườn quốc gia này vô cùng phong phú, bao gồm các loài bị đe dọa tuyệt chủng như Nai đồng cỏ Nam Mỹ (địa phương gọi là veado campeiro), hươu đầm lầy (cervo do Pantanal), sói bờm (lobo guará), báo đốm Mỹ, và một số loài khác như Đà điểu Nam Mỹ (EMA), thỏ Brasil (Sylvilagus brasiliensis), tê tê khổng lồ (tatu canastra), thú ăn kiến (tamanduá), Chim mào bắt rắn chân đỏ, Chuột lang nước (capivara), heo vòi (Anta), chim Toucan mỏ xanh (Tucano de bico verde), kền kền đen (urubu), kền kền vua (urubu rei).

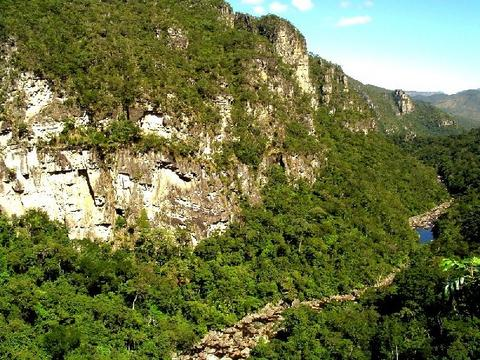
Thảm thực vật (ảnh chụp bởi Leonardo C. Fleck)
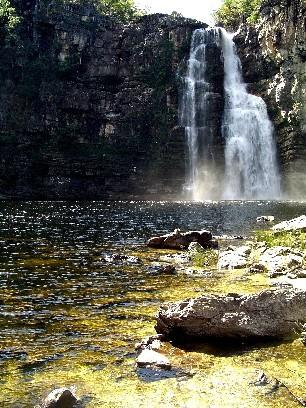
Thác nước
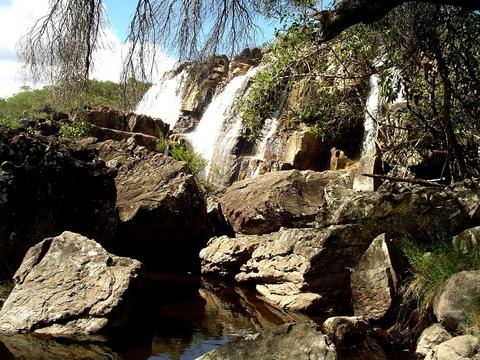
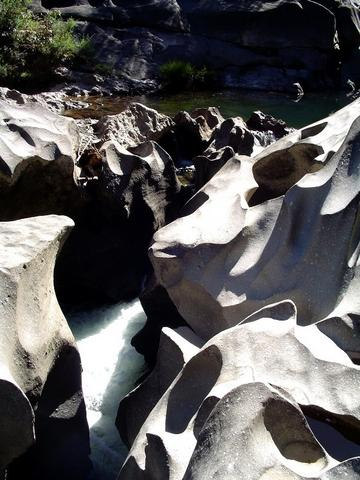
Thung lũng mặt trăng (Moon Valley)